# Robert Mapplethorpe
Robert Mapplethorpe, né le 4 novembre 1946 à Floral Park (État de New York) et mort le 9 mars 1989 à Boston, est un photographe américain connu pour ses portraits en noir et blanc très stylisés, ses photos de fleurs et ses nus masculins.
Le caractère pornographique des œuvres du milieu de sa carrière a déclenché des polémiques sur le financement public de l'art aux États-Unis (culture wars).

## Biographie

### Enfance et formation
Mapplethorpe naît dans une famille catholique d'origine anglo-irlandaise. Il est le troisième de six enfants. Très jeune, il montre une grande dextérité et se plaît à réaliser de petits bijoux en perles pour sa mère. Il est également passionné de coloriage, comme l'écrit son amie Patti Smith dans Just Kids : « Le coloriage le passionnait : non pas l'acte de remplir l'espace, mais celui de choisir des couleurs que personne d’autre n'aurait retenues. »
En 1963, Mapplethorpe entre à l'Institut Pratt du quartier de Brooklyn à New York, où il étudie le dessin, la peinture et la sculpture. Influencé par Joseph Cornell et Marcel Duchamp, c'est à cette époque qu'il commence à réaliser des travaux utilisant des techniques mixtes. Mapplethorpe réalise pendant cette période de nombreux collages utilisant des extraits de journaux et de magazines. Au terme de ses études, il reçoit un baccalauréat en beaux-arts.

### Débuts
Renonçant à la voie que lui avait destinée son père — le dessin publicitaire —, il rompt de manière brutale avec sa famille. Il s'installe à New York et vit d'emplois peu stables, découvrant à la même époque le cannabis — qu'il fumait très régulièrement, d'après Patti Smith[réf. nécessaire] — et le LSD.
Robert Mapplethorpe est bisexuelet polyamoureux. En 1967, il rencontre Patti Smith avec laquelle il entretiendra d'abord une relation intime, puis amicale jusqu'à sa mort. Leur quelque trois ans de vie commune sont relatés par Patti Smith dans un de ses ouvrages. D'après cette dernière, Mapplethorpe n'aurait pas été très intéressé par la photographie avant 1970. Malgré les difficultés financières du couple, il achetait régulièrement des magazines pour en découper les photos et réaliser des montages. Ainsi, ses thèmes de prédilection auraient changé à plusieurs reprises entre 1967 et 1970, passant de l'ésotérisme à la dévotion ou encore la magie (toujours selon Patti Smith). Vers la fin des années 1960, Mapplethorpe a plusieurs relations homosexuelles. En 1969, il s'installe avec Patti Smith à l'hôtel Chelsea et se met à fréquenter les clubs Max's Kansas City et le CBGB's.

### Découverte de la photographie avec le Polaroid

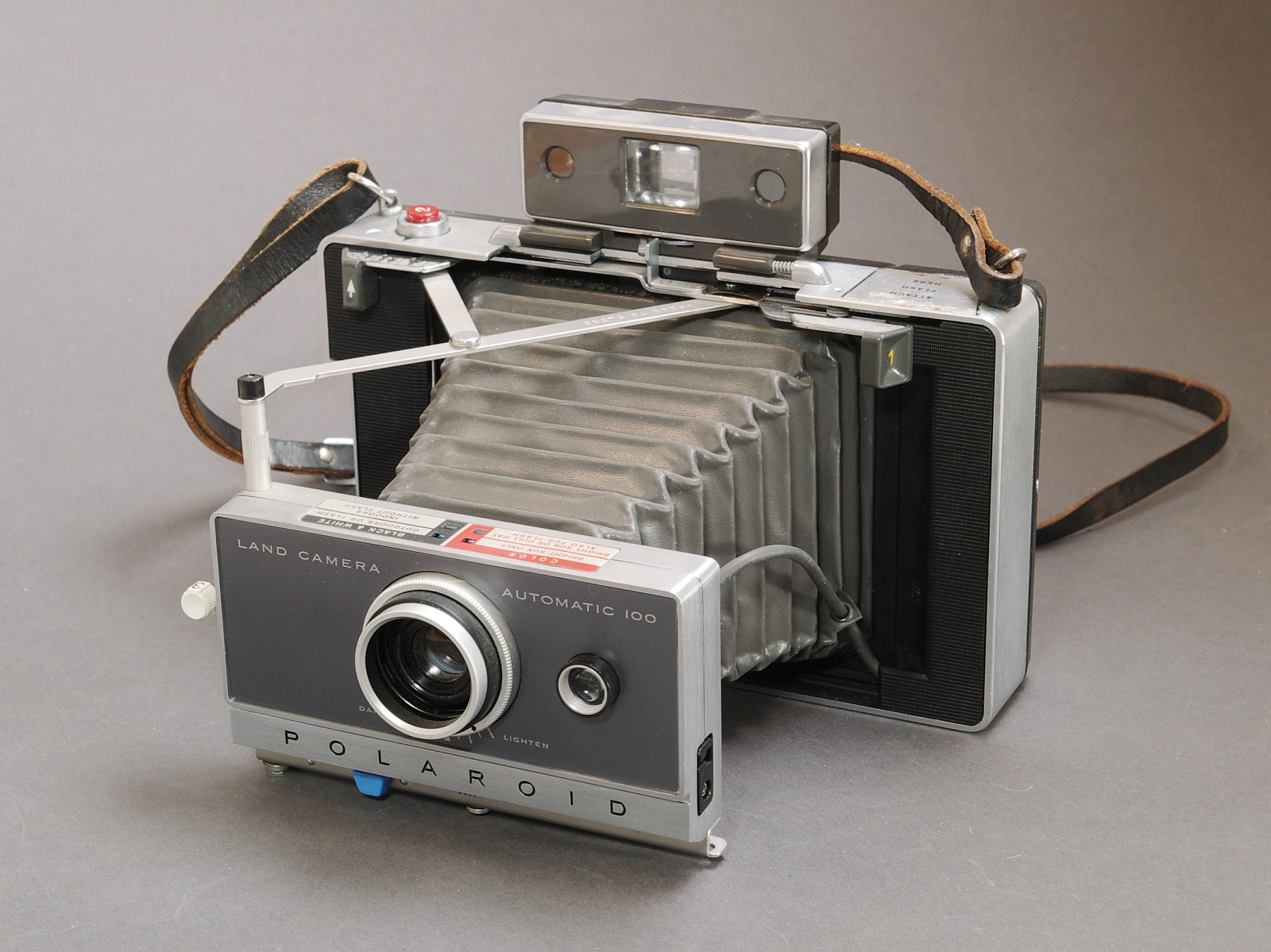
Polaroid 100 (1963–1966), précurseur du 360

Peu après son départ de l'hôtel Chelsea, un an après son arrivée, Mapplethorpe découvre la photographie en empruntant le Polaroid de son amie Sandy Daley, un Land 360. Son premier modèle est Patti Smith.
Malgré les difficultés financières que représente l'achat des pellicules pour le couple, Mapplethorpe réalise bientôt de nombreux clichés. Ces derniers sont exposés trois ans plus tard, en 1973, dans la Light Gallery (New York) pour la première exposition de Mapplethorpe, intitulée « Polaroid ». Grâce à son ami John McKendry (mari de Maxime de la Falaise), Mapplethorpe peut contempler la collection du Metropolitan Museum of Art, dont la plupart des clichés n'avaient jamais été exposés au public - et en particulier une série de nus d'Alfred Stieglitz qui lui laissera un souvenir mémorable.
John McKendry achète également un nouveau Polaroid à Mapplethorpe et ce dernier parvient à ce que Polaroid Corporation lui attribue une bourse lui garantissant toutes les pellicules dont il aurait besoin.

### Un Hasselblad

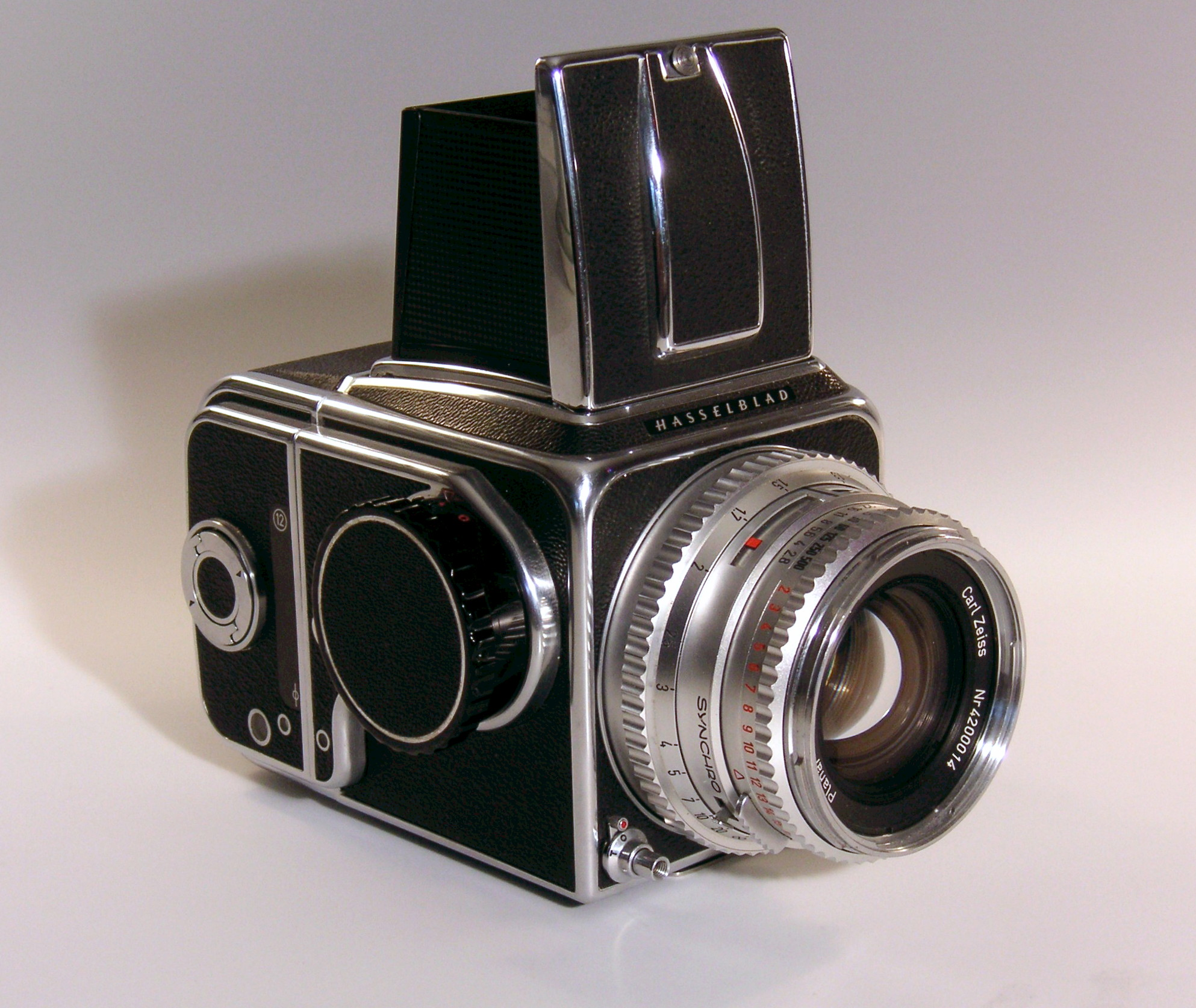
Un Hasselblad 500C.

En 1975, Sam  Wagstaff, son compagnon et mécène, lui offre un appareil photo Hasselblad moyen format et un studio sur Bond Street comprenant un laboratoire photo. Il commence à photographier ses amis et connaissances, qui comprennent des artistes (dont Patti Smith pour qui il réalise la pochette de son premier disque, Horses), des compositeurs, des stars de la pornographie, et des habitués de sex clubs underground. Il réalise également des projets plus commerciaux, notamment en prenant des portraits pour le magazine Interview.
Vers la fin des années 1970, Mapplethorpe montre un intérêt grandissant pour le documentaire concernant le milieu sado-masochiste new-yorkais. Il choque ses contemporains par ses clichés qui propulsent du même coup sa carrière.
En 1977, il participe à Documenta 6 à Cassel en RFA. Il réalisera la pochette de l'album Marquee Moon du groupe de rock Television.
En 1978, la galerie de Robert Miller (en) devient son client exclusif.
En 1980, Mapplethorpe rencontre Lisa Lyon, la première femme championne de culturisme. Durant les années qui suivent, ils travaillent ensemble sur de nombreux portraits, un film et le livre Lady, Lisa Lyon. Dans les années 1980, ses photographies prennent un tour plus maniéré, recherchant la beauté abstraite. Il se concentre alors sur des nus statuaires tant féminins que masculins, des natures mortes florales,, des images de Lisa Lyon, une série remarquable pour Jean-Charles de Castelbajac et des portraits officiels.
En 1986, Mapplethorpe apprend qu'il est porteur du virus de l'immunodéficience humaine (VIH). Il multiplie alors ses efforts de création et cherche à développer son style. Il vise à lier tous les aspects de son art, les fleurs, les corps, la sexualité et les portraits. Il entreprend de numéroter les tirages qu'il choisit d'éditer. Une importante rétrospective lui est consacrée au Whitney Museum of American Art en 1988.
La même année, il fonde sa fondation, la Robert Mapplethorpe Fundation confiée à son avocat Michael Stout, pour la préservation de son patrimoine, pour démocratiser la photographie et pour soutenir financièrement les recherches concernant le sida et les infections liées au VIH.
Mapplethorpe décède en 1989, âgé de 42 ans.

### Cultural Wars
Peu après le décès de Mapplethorpe, des guerres culturelles (Cultural Wars) éclatent aux États-Unis sous la pression du sénateur Jesse Helms qui fait annuler l'exposition The Perfect Moment, consacrée au photographe, à la Corcoran Gallery of Art à Washington. Le directeur du Contemporary Arts Center de Cincinnati, Dennis Barrie, est également arrêté pour obscénité auquel le nom de Mapplethorpe sera souvent associé.
Barrie sera cependant acquitté et la valeur du travail de Mapplethorpe, compromise dans ces débats polémiques, finira par s'imposer.

## Expositions

### Expositions personnelles
- 1981 : Exposition L'homme, un jardin de géométrie, Rencontres de la photographie d'Arles.
- 1988 : The Perfect moment, Institute of Contemporary Art, Philadephie, États-Unis.
- 1991-1992 :  Musée d'art contemporain Pully Lausanne. Suisse.
- 1993 : XYZ, Galerie Thierry Marlat, Paris.
- 1994 : Fondation Joan-Miró, Barcelone[13].
- 2010 : Les Rencontres de la photographie d'Arles, France.
- 2011 : Fotografiska, Stockholm, Suède
- 2014 : Robert Mapplethorpe, exposition au Grand Palais, France[14].
- 2014 : Mapplethorpe-Rodin, exposition conjointe de photographies de Mapplethorpe et de sculptures de Rodin, Musée Rodin, Paris[15].
- 2016 : Robert Mapplethorpe On The Edge, exposition au ARos Aarhus Kunstmuseum, Danemark.
- 2016 : Focus : Perfection Robert Mapplethorpe, Musée des Beaux-arts de Montréal, Canada
- 2016 : Robert Mapplethorpe : The Perfect Medium, Getty Center, États-Unis.
- 2016 : Robert Mapplethorpe : The Perfect Medium, Los Angeles Contemporary Art Museum, États-Unis.
- 2024 : Robert Mapplethorpe curated by Edward Enninful Galerie Thaddaeus Ropac Paris Marais, du 02 mars au 06 avril 2024

### Expositions collectives
- 2024 : Celebrating Silver, exposition collective célébrant la beauté et l'impact des tirages obtenus grâce au support de la gélatine argentique, avec des photographies, entre autres, de Richard Avedon, Irving Penn, Don McCullin, Hiro, Horst P. Horst, Jeanloup Sieff, Helmut Newton, Robert Mapplethorpe, Daido Moriyama, Herb Ritts, Albert Watson, Hamiltons Gallery, Londres, du 7 février au 9 mars 2024 [16],[17]
- 2024 : Beauté fragile : photographies de la collection Sir Elton John et David Furnish rassemblant plus de 300 photographies de 140 photographes couvrant la période de 1950 à nos jours qui relatent l'histoire de la photographie moderne et contemporaine, explorant des thèmes tels que la mode, le reportage, le portrait de célébrités, le corps masculin et la photographie américaine, avec des œuvres de nombreux artistes contemporains, parmi lesquels notamment Diane Arbus, Richard Avedon, Lewis Baltz, William Eggleston, Bruce Davidson, Nan Goldin, Peter Hujar, David LaChapelle, Herman Leonard, Sally Mann, Robert Mapplethorpe, Zanele Muholi, Herb Ritts, Cindy Sherman, Alec Soth ou encore Ai Weiwei, Victoria and Albert Museum, South Kensington, Londres, du 18 mai 2024 au 5 janvier 2025 [18],[19],[20]